# Pomonte (Scansano)
Pomonte est une frazione située sur la commune de Scansano, province de Grosseto, en Toscane, Italie. Au moment du recensement de 2011 sa population était de 59 habitants.

## Géographie
Le hameau de Pomonte est situé à l'extrémité sud de la commune, dans la plaine sur la rive droite de la rivière Albegna, à environ 12 km de Scansano et 40 km de Grosseto,.

## Monuments
- Église San Benedetto, église paroissiale[3]
- Villa Sforzesca (XVIe siècle)[1]